# Castaña
La castaña es el fruto del castaño (Castanea sativa), árbol de la familia de las fagáceas, nativo de climas templados del hemisferio norte. El fruto  es una cápsula subglobosa muy espinosa (zurrón), dehiscente por 4 valvas, que mide entre 5-11 cm de diámetro y que contiene usualmente 2-3 aquenios que son las castañas propiamente dichas.

## Descripción

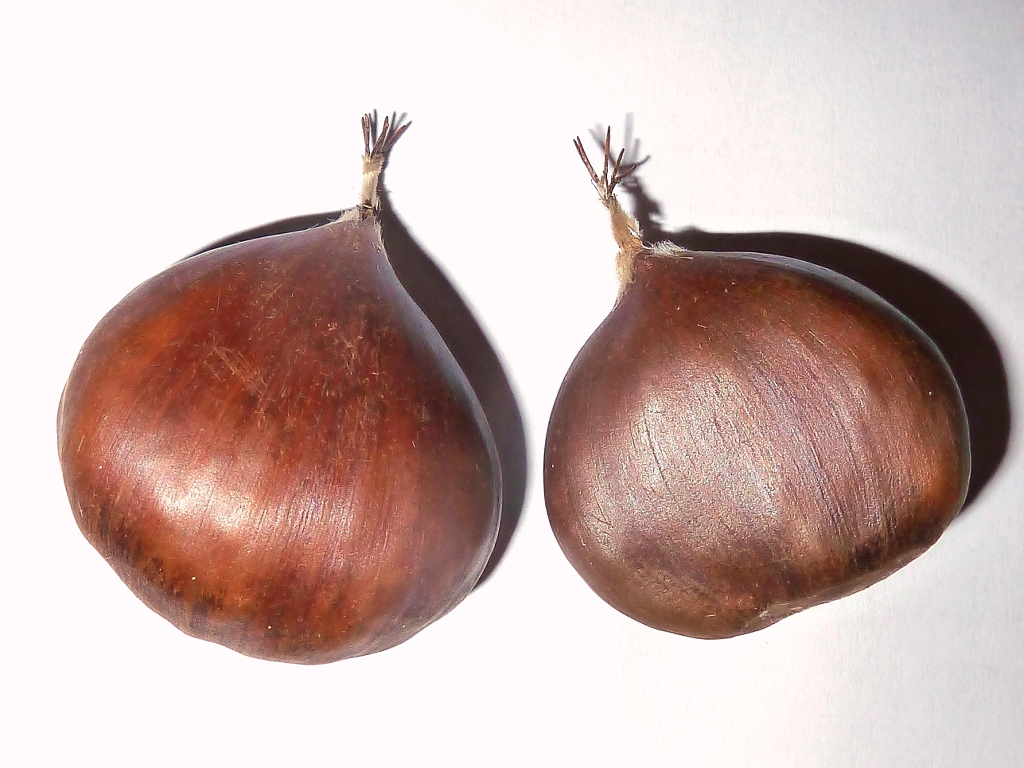

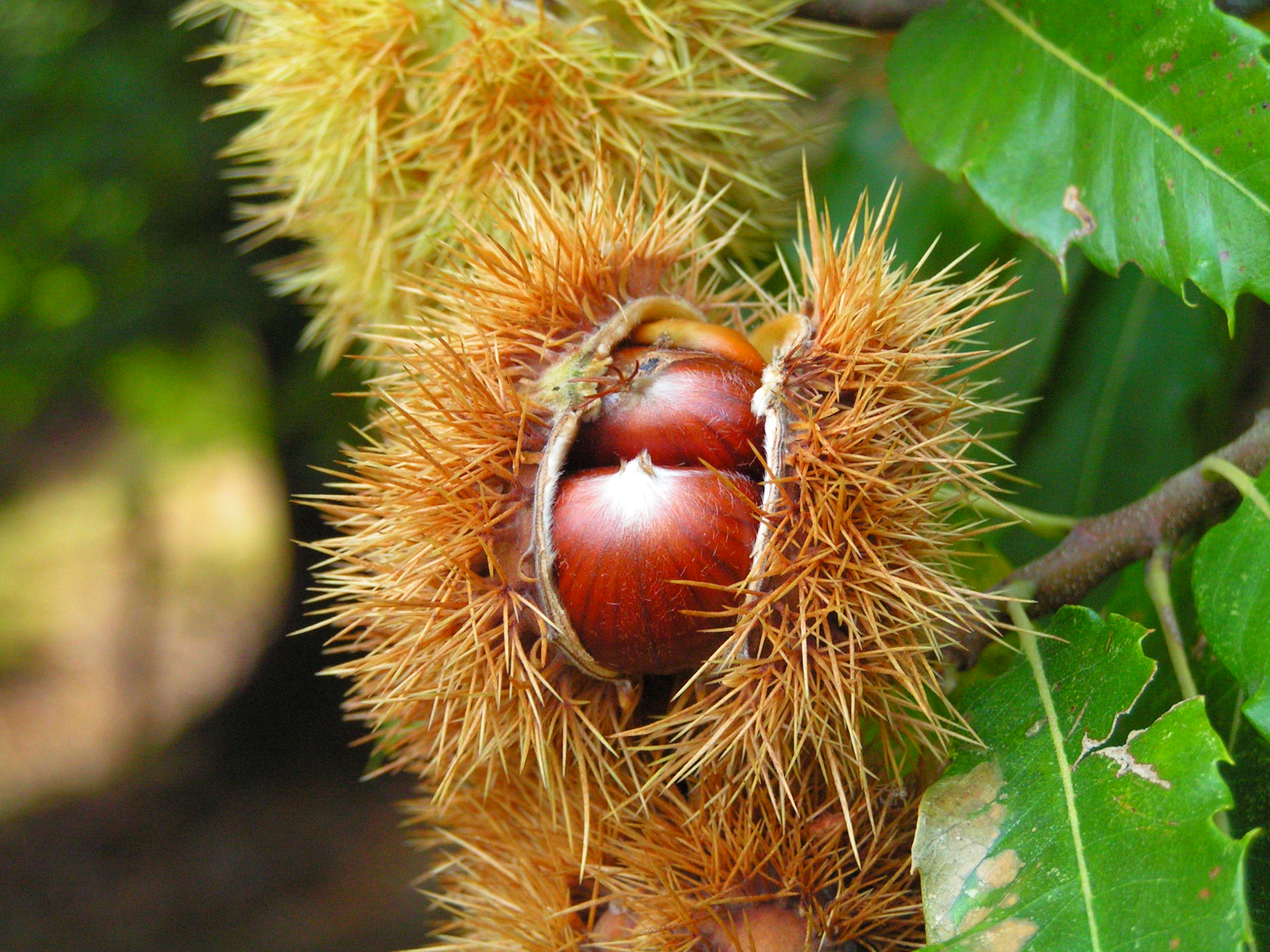
Castañas maduras aún en su erizo

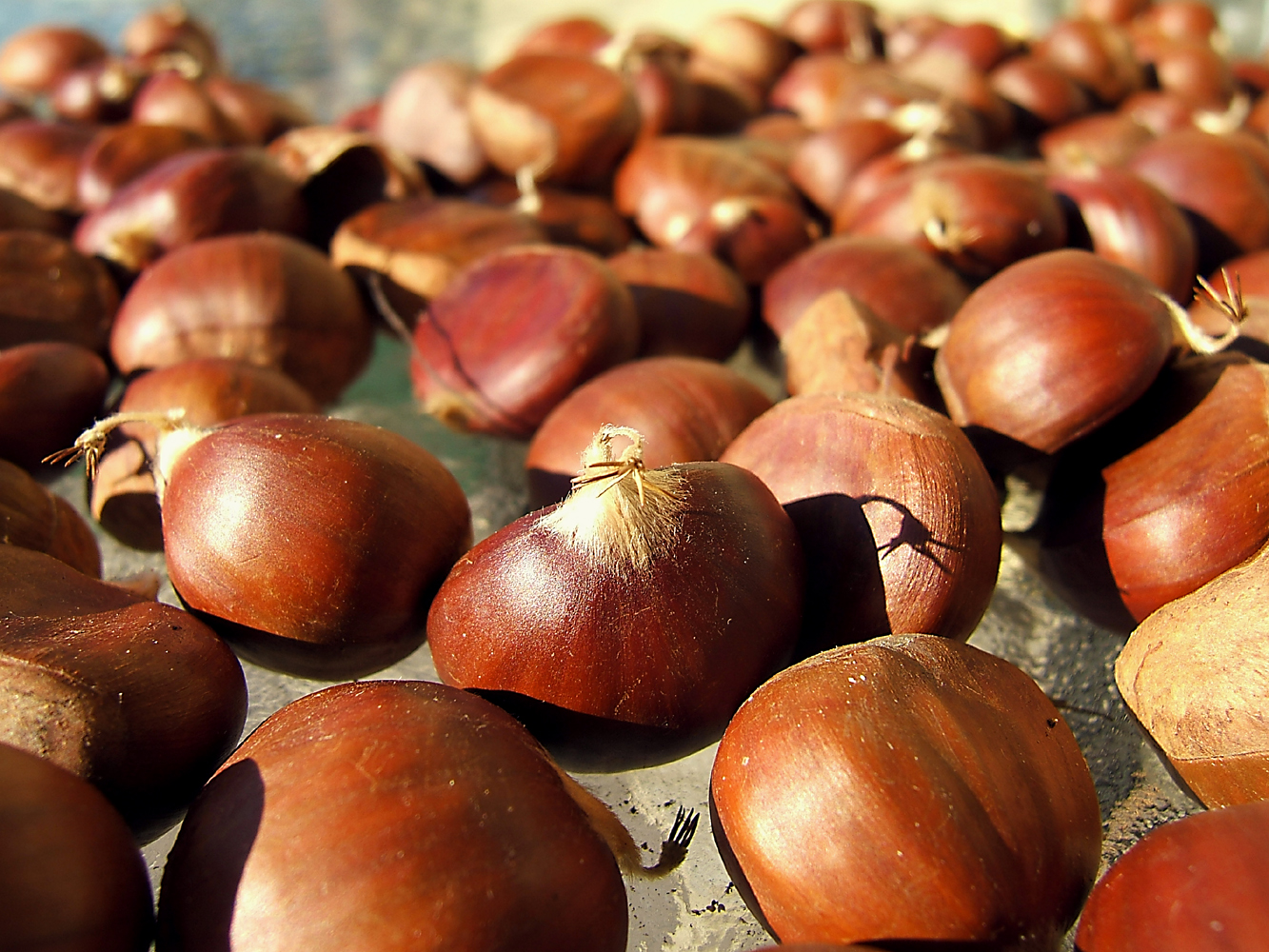
Castañas sueltas.

Los aquenios, aunque se puede también interpretar como «nueces», en el sentido botánico del término, miden unos 2-4 cm; tienen forma abombada hacia el exterior y la cara interior plana (cuando hay más de 2, ambos lados de los centrales adoptan una forma aplanada). La base, convexa o planoconvexa, de cada uno presenta una ancha cicatriz (Hilo) grisácea que corresponde a su fijación en la cúpula exterior, y el ápice, algo agudo y eventualmente peludo, conserva restos del estilo y sus estigmas. El pericarpio, que es la «piel»/cáscara exterior integra, aunque puede presentar dehiscencia por ruptura, tiene color pardo oscuro («castaño») con bandas longitudinales algo más oscuras; es brillante, prácticamente liso con imperceptibles surcos irregulares longitudinales desde el hilo (excluido) casi hasta el ápice. Su cara interna es abundantemente peluda/aterciopelada, con largos y sinuosos pelos blanquecinos. Dicho pericarpo rodea la semilla, que es ruminada, sin endospermo y envuelta por un tegumento (epispermo) de color canela, irregular e íntimamente pegado a los cotiledones, penetrando en las fisuras e irregularidades de sus superficies. Dicha semilla es la parte comestible de la castaña.

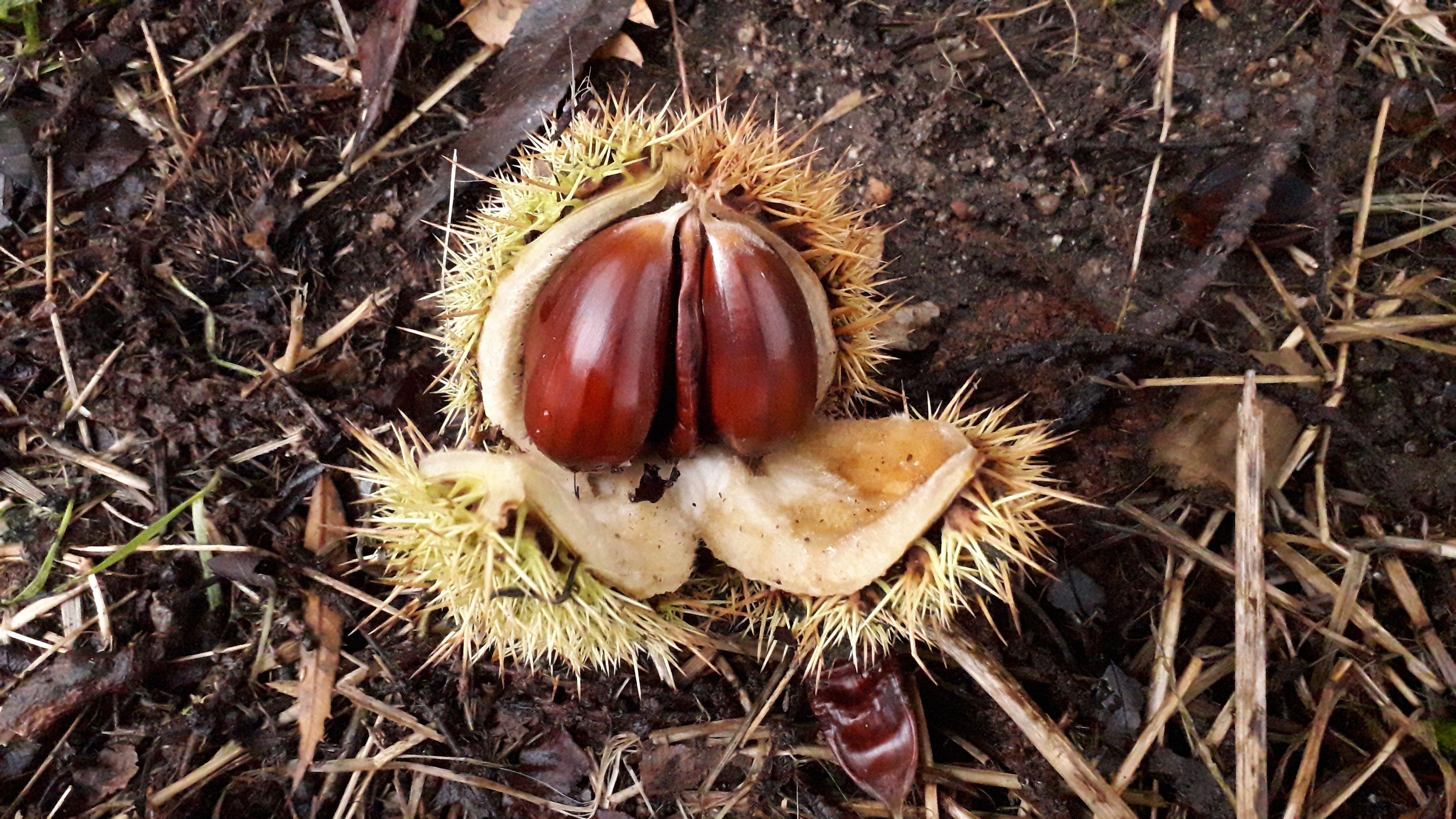
Erizo de castaña abierto. Los Parrales. Jarandilla

## Historia
Las castañas fueron una importante fuente de alimentación en el sur de Europa, en el sudoeste y este de Asia y también en el este de Norteamérica, antes de la plaga de la castaña. Durante la Edad Media, en el sur de Europa, las comunidades que habitaban cerca de bosques de castaños y que tenían escasez de acceso a la harina de cereal, utilizaban las castañas como principal fuente de carbohidratos.

### Europa
La castaña dulce fue introducida en Europa desde Sardes, en Asia Menor; el fruto fue entonces llamado «nuez sardiana». Ha sido un alimento básico en el sur de Europa, Turquía y el suroeste y este de Asia durante miles de años, en sustitución de gran parte de los cereales, cuando estos no crecían bien y, en todo caso, en las zonas montañosas del Mediterráneo.

## Usos
Las castañas se pueden comer crudas, hervidas, asadas o dulces. En Francia es común vender un dulce de castaña. Una forma sencilla de asarlas es realizar un pequeño corte en cada castaña y calentarlas en un contenedor metálico a 400 °C durante 10 o 15 minutos. El propósito del corte es evitar que estallen durante el proceso de asado. 
Otro uso importante es la harina de castañas, con ella se puede preparar pan (pan de castañas), pasteles y pasta. En Córcega, por ejemplo, es la base de a polenta (o a polenda) -que no hay que confundir con la polenta en su sentido italiano, que es una sémola de maíz-, una gacha de harina de castaña con agua, que fue, entre otros, el desayuno tradicional desde tiempos inmemoriales, y que aún es usada acompañada de queso fresco de cabra, de figatellu (una salchicha de hígado de cerdo) o de costillas de cerdo.
Las recetas gastronómicas de castañas están saliendo a relucir últimamente con la recuperación de recetas tradicionales, especialmente en Italia.
Para conservar las castañas estas tienen que estar completamente secas antes de retirar la cápsula espinosa que las contiene, y dejarlas en una caja o barril cubiertas de arena fina. 
La castaña constituyó un importante aporte calórico para el ser humano, y también para los animales domésticos ya que se utilizó su alimentación, debido a que son ricas en grasas, proteínas, minerales y en vitamina C. 
En el norte de España, la fiesta tradicional de la recogida de las castañas que se realiza a finales de octubre o principios de noviembre es el magosto en Extremadura y el oeste de la Provincia de Toledo, Galicia y en El Bierzo, amagüestu en Asturias, La Castanyada en Cataluña y magosta en Cantabria. En el País Vasco y Navarra dicha fiesta tradicional se denomina gaztañerre eguna (en euskera, «día de la castaña asada») o gaztain jana («comilona de castañas»). En Canarias también se celebra y se denomina «Castañada».

## Castañicultura
El principal productor de castañas es China, con cerca del 25 % de la producción mundial, destinada mayoritariamente al consumo interno. Otros productores importantes son Corea del Sur, Italia  y Turquía.

### España
En España, la castañicultura está localizada sobre todo en Galicia y Castilla y León, donde se celebra el Magosto, en Asturias, donde a la fiesta de asar castañas y beber sidra dulce se le llama amagüestu, y en Málaga. En Cataluña, la Castañada es el día 31 de octubre. En El Bierzo (León) se celebra la Biocastanea.